# Вершник з блискавкою в руці
«Вершник з блискавкою в руці» (рос. «Всадник с молнией в руке») — радянський художній фільм 1975 року режисера Хасана Хажкасімова.

## Сюжет
Сюжет заснований на реальній біографії першовідкривача вольфрамового родовища в Кабардино-Балкарії, яке поклало початок місту Тирниауз, студентки-геолога комсомолки Віри Фльорової — про піонерів геологорозвідки на Кавказі й пристрасне, але трагічне кохання. Початок 1930-х років. У Кабардино-Балкарію прибуває експедиція геологів з Москви. Молодший співробітник експедиції — студентка Наташа — щиро любить свою справу і мріє відкрити багатства надр Кавказу на благо всіх людей. Але в експедиції романтичну дівчину всерйоз не сприймають, постійно жартуючи над її недосвідченістю й молодістю. Експедицію не пускають в гори — там орудує банда, але комсомолку не зупинить ні образ вершника з блискавкою в руці, який налякав її, ні забобони горян, ні тим більше якась там кавказька банда. Довірлива й любляча людей дівчина, не знаючи місцевих звичаїв, постійно потрапляє в безглузді ситуації, знаходить друзів навіть серед ворогів. Наташа і її помічник-провідник, балкарський коваль Альберт, закохуються одне в одного, але свято шанують місцеві традиції і не можуть бути разом. Ці традиції велять захищати гостей — навіть чужих, навіть ворогів… Прийнявши бандита Астемірова в будинку, брат Альберта не може його видати міліції, і гине разом з ним. Йдучи до своєї мрії, загине й Наташа, назавжди залишившись у цих горах своєю, залишившись вічно молодою, її ім'ям назвуть гору.

## У ролях
- Тетяна Куліш — Наташа (прототип: Віра Фльорова)
- Расім Балаєв — Ельберд, коваль, провідник
- Суф'ян Собліров — Андзор, брат Ельберда
- Віктор Авдюшко — Андрій Дмитрович, геолог
- Мухадін Секреков — Бейбулатов, голова колгоспу
- Борис Кудрявцев — Самсон Іванович, розкуркулений козак, провідник
- Барасбі Мулаєв — Астеміров, бандит
- Магомет Кучуков— Кукужинов, селянин-одноосібник
- Алі Тухужев — старий
- Куна Дишекова — епізод
- Петро Тимофєєв — епізод
- Мухарбек Аков — епізод
- Рано Хамраєва — епізод

## Знімальна група
- Режисер — Хасан Хажкасімов
- Сценаристи — Юлій Дунський, Валерій Фрід
- Оператор — Борис Середін
- Композитор — Аріф Меліков
- Художник — Костянтин Загорський